# マイ・バック・ページズ
「マイ・バック・ページズ」（My Back Pages） は、ボブ・ディランが作詞・作曲・演奏・歌唱し、アルバム『アナザー・サイド・オブ・ボブ・ディラン』（1964年）に収録された楽曲。

## 解説
淡々としたギターの弾き語りに乗せて、彼自身の過去の闘争的な内面風景を描き出し、その当時の自分を「Ah, but I was so much older then, I'm younger than that now（ああ、だが私はとても年老いていた。そして今、私はあの頃よりずっと若い）」というリフレインによって相対化する。「生きる事は黒と白だという嘘」をつき、「善と悪」という言葉を明確に定義していた自己の精神のあり方が、価値観の硬直化（精神の老化）につながるものとして否定されており、政治的なトピカルソング・プロテストソングの担い手であった時期の彼自身に対する批判と見る説もある。

## カバー・バージョン

### ザ・バーズ
1967年2月発売のアルバム『Younger Than Yesterday』に収録。アルバムのタイトルは本作品の歌詞の"Ah, but …"のリフレインに対する引喩である。同年3月13日にシングルカット。5月6日付のビルボード・Hot 100で30位を記録した。『Younger Than Yesterday』の1996年再発盤に別テイクが収録されている。
また、1969年3月発売のアルバム『Dr. Byrds & Mr. Hyde』にメドレーの一曲として収録された。のちに30周年記念コンサートで歌われたバージョンはバーズのアレンジによるものである。

### キース・ジャレット
キース・ジャレット・トリオ名義の1969年5月発売のライブ・アルバム『サムホエア・ビフォー』に収録。ベースはチャーリー・ヘイデン、ドラムスはポール・モーシャン。1968年8月30日-31日録音。ジャレットのバージョンもバーズのアレンジを元にしている。

### 30周年記念コンサート
1992年10月ニューヨークで行われたディランのデビュー30周年記念コンサートでは、ロジャー・マッギン（ザ・バーズ）、トム・ペティ、ニール・ヤング、エリック・クラプトン、ディラン、ジョージ・ハリスンが、それぞれギターを弾きながら「マイ・バック・ページズ」を交代で歌った（ギター・ソロは、クラプトンとヤング）。このコンサートの模様はビデオやアルバム『30～トリビュート・コンサート』（1993年）としてリリース。海外では「マイ・バック・ページズ」はシングルとしてもリリースされ、ビルボード Hot Mainstream Rock Tracks のチャートで26位を記録した。
PVはライブ映像に編集を加えたもの。ディランが元メロディを崩して歌い出すとトム・ペティとG. E. スミスが顔を見合わせ苦笑いする場面が観客の場面に差し替えられている。

### 真心ブラザーズ
YO-KINGが日本語詞を書いた真心ブラザーズのバージョンが、2003年の映画『ボブ・ディランの頭のなか』の挿入歌として使用され、サウンドトラック・アルバム『マスクト・アンド・アノニマス』にも収録された。

### 真心ブラザーズ + 奥田民生
2011年の映画『マイ・バック・ページ』では「真心ブラザーズ + 奥田民生」として上述の真心ブラザーズによる日本語詞と原曲の英語詞を組み合わせたバージョンが主題歌に使用された。英語詞を奥田、日本語詞をYO-KINGが歌っている。
このバージョンは、2011年4月2日に、NHK BSプレミアム『デジタルプレミアムライブ 〜がんばろう東北・がんばろう関東〜』や5月27日のフジテレビ系列『僕らの音楽』で披露された。
パーソネル
- YO-KING - Vocal, Chorus, Harmonica
- 桜井秀俊 - Electric Guitar, Acoustic Guitar, Vocal (『絵』), Chorus
- 奥田民生 - Vocal, Drums, Bass, Chorus

### その他のカバー
- ホリーズ - 1969年のアルバム『Hollies Sing Dylan』に収録。
- ヒューゴ・モンテネグロ - 1970年のアルバム『Hugo Montenegro's Dawn of Dylan』に収録。
- ザ・ナイス - 解散後の1971年に発表されたアルバム『エレジー』に収録。
- ラモーンズ - 1993年のアルバム『Acid Eaters』に収録。
- ジョーン・オズボーン & ジャクソン・ブラウン - 2000年の映画『Steal This Movie!』のサウンドトラック。
- スティーヴ・アール - 2002年のアルバム『Sidetracks』に収録。
- エリック・ジョンソン - 2005年のアルバム『ブルーム』に収録[5]。
- アメリカ - 2011年のアルバム『Back Pages』に収録。
- デニー・フリーマン - 2012年のアルバム『Diggin' on Dylan』に収録。